# 段木一行
段木 一行（だんぎ かずゆき、1931年8月18日 - ）は、日本史学・博物館学者。
千葉県出身。國學院大學文学部史学科卒業。1958年法政大学大学院修士課程修了。東京都教育庁学芸研究職、文化財調査担当課長補佐、1988年「中世村落構造の研究」で法政大学文学博士。法政大学文学部教授。2002年定年退任。秋山庄太郎写真芸術館館長。専門は博物館学・日本中世史研究。

## 著書
- 『武蔵野歴史探訪』新人物往来社 1972
- 『離島伊豆諸島の歴史 風土・伝説・生活』武蔵野郷土史刊行会 1976
- 『東京文化財散歩』学生社 文化財散歩シリーズ 1977
- 『離島小笠原と伊豆七島の歴史 風土・伝説・流人』増補版　武蔵野郷土史刊行会 1978
- 『青梅・立川・三鷹・吉祥寺・武蔵野史跡散歩』学生社 武蔵野多摩史跡ガイド 1979
- 『東京歴史の散歩道』第一法規出版 1981
- 『江戸の町とくらし』学生社 1982
- 『伊豆七島文書を読む』雄山閣出版 古文書入門叢書 1984
- 『中世村落構造の研究』吉川弘文館 1986
- 『学芸員の理論と実践』雄山閣出版 1997
- 『博物館資料論と調査』雄山閣出版 1998
- 『流刑』（小説）文芸社 2011
- 『近世海難史の研究』吉川弘文館、2015

### 共編
- 『日本城郭大系 第5巻 埼玉・東京』柳田敏司共編 新人物往来社 1979
- 『前期旧石器問題とその背景』監修 法政大学文学部博物館学講座編 ミュゼ 2002

## 論文
- Cinii